# Liebling (album)
Liebling è il secondo album in studio del cantante svedese Andreas Johnson, pubblicato nel 1999.

## Descrizione
L'album contiene 11 tracce inedite. Di questo album fa parte il singolo Glorious che riscosse un grande successo in Italia. La copertina dell'album è stata disegnata Joppen Frössén.

## Tracce
1. Glorious 3:28
2. People
3. The Games We Play
4. Do You Believe In Heaven
5. Should Have Been Me
6. Breathing
7. Patiently
8. Spaceless
9. Please (Do Me Right)
10. Safe From Harm
11. Unbreakable